# Ibra Barry
Ibrahima José Barry Pérez (Sta. Cruz de Tenerife, 1 de mayo de 2001) es un futbolista español que juega como centrocampista en el Club Deportivo Buzanada de la Tercera Federación.

## Trayectoria
Nacido en Santa Cruz de Tenerife, hijo de madre española y padre guineano. En abril de 2021, en su etapa juvenil, sufrió una grave lesión que lo dejó fuera de los terrenos de juego por más de un año. Tras recuperarse, se oficializó su renovación con el club y además fue convocado por primera vez con el primer equipo.
Logra debutar con el primer equipo el 3 de septiembre de 2022 al entrar como suplente en la segunda mitad en una victoria por 1-0 frente al Racing de Santander en la Segunda División.
En verano de 2023, el canterano blanquiazul ficharía por el Club Deportivo Buzanada de la isla de Tenerife, equipo que acababa de ascender a la Tercera Federación.

## Clubes
Actualizado al último partido disputado el 3 de septiembre de 2022.
| Club            | País   | Año       | Partidos | Goles |
| --------------- | ------ | --------- | -------- | ----- |
| CD Tenerife "B" | España | 2022-2023 | 9        | 0     |
| CD Tenerife     | España | 2022-2023 | 1        | 0     |